# Isidrogalvia falcata
Isidrogalvia falcata är en kärrliljeväxtart som beskrevs av Hipólito Ruiz López och Pav.. Isidrogalvia falcata ingår i släktet Isidrogalvia och familjen kärrliljeväxter. Inga underarter finns listade.